# Medosledci
Medosledci (znanstveno ime Indicatoridae) so družina ptic iz reda plezalcev, razširjena po tropskih predelih Starega sveta in Himalaji. Družino sestavlja 17 danes živečih vrst v štirih rodovih.

## Opis
So majhni ptiči z nevpadljivo operjenostjo, v kateri prevladujejo sivi in rjavi odtenki z rumeno ali olivno zeleno na hrbtnem delu. Imajo dolge, ostre peruti in dolg rep, srednje dolge noge z dolgimi kremplji ter čokat kljun. Nosnice imajo dvignjen rob.
Njihova prehrana je posebnost – glavnino predstavlja čebelji vosek, za razgradnjo katerega imajo specifične encime. Ime so dobili po navadi velikega medosledca, ki prepoznava človeške klice in vodi domorodce v afriški savani do panjev divjih čebel. Ko iskalci medu izpraznijo panj, se ptič naje voska in ličink, do katerih zaradi čebelje obrambe sicer ne bi mogel. To sožitje naj bi se po eni od teorij razvilo že v času Homo erectusa pred 1,9 milijona leti. Druga posebnost je razmnoževanje. Medosledci so ena redkih skupin ptičev, pri katerih je splošno razširjeno zajedavstvo – podobno kot pri kukavici samica izleže jajce v gnezdo gostitelja (nevpadljiva operjenost naj bi pomagala pri prikrivanju), ki potem skrbi za mladiča kot za svojega. Ob tem poškoduje jajca gostitelja, da ima njen mladič boljše možnosti, poleg tega pa ima mladič na kljunu kavelj, s katerim ubije vse morebitne druge mladiče v gnezdu. Tako ima vso pozornost gostiteljev in vso hrano, ki jo prinašajo.

## Habitat in razširjenost
Različne vrste živijo v savanah, tropskih gozdovih in zmernih ali gorskih gozdovih v višjih legah. Razširjeni so v subtropski Afriki, po otokih Jugovzhodne Azije in v Himalaji. Številne vrste so zaradi neopaznosti slabo poznane, veliko pa jih ogroža izguba habitata. Četrtina vrst zadostuje kriterijem ogroženosti Svetovne zveze za varstvo narave.

## Sistematika
Najbližji sorodniki medosledcev so žolne.
16 danes živečih znanih vrst združujemo v štiri rodove:
- rod Prodotiscus
  - Prodotiscus insignis
  - Prodotiscus zambesiae
  - Prodotiscus regulus
- rod Melignomon
  - Melignomon zenkeri
  - Melignomon eisentrauti
- rod Indicator
  - Indicator pumilio
  - Indicator willcocksi
  - Indicator meliphilus
  - Indicator exilis
  - Indicator minor
  - Indicator maculatus
  - Indicator variegatus
  - Indicator xanthonotus
  - Indicator archipelagicus
  - Indicator indicator (veliki medosledec)
- rod Melichneutes
  - Melichneutes robustus